# Temporada da NBA de 1969–70
A temporada da NBA de 1969-70 foi a 24ª temporada da National Basketball Association. Ela foi encerrada com o New York Knicks conquistando o campeonato da NBA após derrotar o Los Angeles Lakers por 4-3 nas finais da NBA.

## Temporada regular

### Divisão Leste
| Time               | V  | D  | %    | JA |
| ------------------ | -- | -- | ---- | -- |
| New York Knicks C  | 60 | 22 | .732 | -  |
| Milwaukee Bucks    | 56 | 26 | .683 | 4  |
| Baltimore Bullets  | 50 | 32 | .610 | 10 |
| Philadelphia 76ers | 42 | 40 | .512 | 18 |
| Cincinnati Royals  | 36 | 46 | .439 | 24 |
| Boston Celtics     | 34 | 48 | .415 | 26 |
| Detroit Pistons    | 31 | 51 | .378 | 29 |

### Divisão Oeste
| Time                   | V  | D  | %    | JA |
| ---------------------- | -- | -- | ---- | -- |
| Atlanta Hawks          | 48 | 34 | .585 | -  |
| Los Angeles Lakers     | 46 | 36 | .561 | 2  |
| Phoenix Suns           | 39 | 43 | .476 | 9  |
| Chicago Bulls          | 39 | 43 | .476 | 9  |
| Seattle SuperSonics    | 36 | 46 | .439 | 12 |
| San Francisco Warriors | 30 | 52 | .366 | 18 |
| San Diego Rockets      | 27 | 55 | .329 | 21 |

C - Campeão da NBA

## Líderes das estatísticas
| Categoria             | Jogador        | Time                | Est. |
| --------------------- | -------------- | ------------------- | ---- |
| Pontos por jogo       | Jerry West     | Los Angeles Lakers  | 31.2 |
| Rebotes por jogo      | Elvin Hayes    | San Diego Rockets   | 16.9 |
| Assistências por jogo | Lenny Wilkens  | Seattle SuperSonics | 9.1  |
| Arremessos (%)        | Johnny Green   | Cincinnati Royals   | .559 |
| Tiros livres (%)      | Flynn Robinson | Milwaukee Bucks     | .898 |

## Prêmios
- Jogador Mais Valioso: Willis Reed, New York Knicks
- Revelação do Ano: Lew Alcindor, Milwaukee Bucks
- Técnico do Ano: Red Holzman, New York Knicks

- All-NBA Primeiro Time:
  - Billy Cunningham, Philadelphia 76ers
  - Jerry West, Los Angeles Lakers
  - Walt Frazier, New York Knicks
  - Connie Hawkins, Phoenix Suns
  - Willis Reed, New York Knicks

- All-NBA Time Revelação:
  - Dick Garrett, Los Angeles Lakers
  - Mike Davis, Baltimore Bullets
  - Jo Jo White, Boston Celtics
  - Lew Alcindor, Milwaukee Bucks
  - Bob Dandridge, Milwaukee Bucks

- NBA All-Defensive Times:
- Primeiro Time:
  - Dave DeBusschere, New York Knicks
  - Gus Johnson, Baltimore Bullets
  - Willis Reed, New York Knicks
  - Walt Frazier, New York Knicks
  - Jerry West, Los Angeles Lakers
- Segundo Time:
  - John Havlicek, Boston Celtics
  - Bill Bridges, Atlanta Hawks
  - Lew Alcindor, Milwaukee Bucks
  - Joe Caldwell, Atlanta Hawks
  - Jerry Sloan, Chicago Bulls